# Acção Democrática Independente
Die Acção Democrática Independente (ADI) (deutsch Unabhängige Demokratische Aktion) ist eine Partei auf São Tomé und Príncipe, die seit ihrer Gründung durch Präsident Miguel Trovoada in der Assembléia Nacional, der Nationalversammlung von São Tomé und Príncipe vertreten ist. Sie stellt mit ihrem Parteichef Patrice Trovoada auch die Regierung.

## Abspaltung
Nach Meinungsverschiedenheiten mit dem Parteivorsitzenden der Acção Democrática Independente verließ der Präsident Fradique de Menezes 2001 die Partei. Seine Unterstützer der ADI spalteten sich von dieser ab und gründeten unter Menezes die liberale Partei MDFM-PL.